# Marc Torrejón i Moya
Marc Torrejón Moya (nascut a Barcelona el 18 de febrer de 1986) és un exfutbolista professional català que jugava com a defensa. Va jugar en les categories inferiors del RCD Espanyol i durant la temporada 2005-06 va ser cedit al Málaga B. Posteriorment jugà al Racing de Santander i a diversos clubs alemanys.

## Palmarès
| Títol          | Club         | Any       |
| -------------- | ------------ | --------- |
| Subcampió UEFA | RCD Espanyol | 2006-2007 |